# Cesare Clemente
Cesare Clemente (Turriaco, 11 agosto 1934) è un ex calciatore italiano, di ruolo attaccante.

## Caratteristiche tecniche
Giocò nel ruolo di ala destra.

## Carriera
Prese parte al campionato di Serie A con la Triestina tra il 1956 e il 1959.